# مارینکو ماتوسویک
 مارینکو ماتوسویک (انگلیسی: Marinko Matosevic؛ زادهٔ ۸ اوت ۱۹۸۵) یک تنیس‌باز اهل استرالیا است.